# 孔多爾森卡山 (卡塔克區)
9°48′53″S 77°18′55″W / 9.81472°S 77.31528°W
孔多爾森卡山（Kuntur Sinqa），是秘魯的山峰，位於該國北部安卡什大區，由雷奈伊省的卡塔克區負責管轄，屬於布蘭卡山脈的一部分，海拔高度4,630米。